# Arvån
Arvån är en c:a 40 km lång å i mellersta Västerbotten och södra Lappland, Lycksele och Vindelns kommuner. Arvån rinner upp i trakterna av Abborrträskliden c:a 12 km norr om Lycksele och strömmar söderut förbi Kråkträsket och Arvliden. 
Efter Arvliden vänder Arvån alltmer österut och passerar Övre Arvträsket och Nedre Arvträsket (204 m ö.h.) innan färden återigen går mera söderut, förbi västerbottensgränsen och Arvberget. Arvån mynnar i Vindelälven c:a 2 km väster om Bjurselefors. 